# Reinaldo Rueda
Rueda  Rivera est un nom espagnol. Le premier nom de famille, en général paternel, est Rueda ; le second, en général maternel, souvent omis, est Rivera.
Reinaldo Rueda Rivera, né le 16 avril 1957 à Cali (Colombie), est un entraîneur de football colombien.

## Biographie
Ancien sélectionneur de la Colombie, du Honduras et de l'Équateur, il a notamment réussi à qualifier ces deux dernières sélections pour les Coupes du monde de 2010 et 2014, respectivement.
Avec l'Atlético Nacional, club qu'il dirige de 2015 à 2017, il s'adjuge la Copa Libertadores en 2016.

## Carrière d'entraîneur
- 1993-1994 :  Colombie -20 ans
- 1994-1997 :  Cortuluá
- 1997-1998 :  Deportivo Cali
- 1998-2002 :  Independiente Medellín
- 2002-2004 :  Colombie -20 ans
- Février 2004-novembre 2006 :  Colombie
- Janvier 2007-juillet 2010 :  Honduras
- Juillet 2010-juillet 2014 :  Équateur
- 2015-2017 :  Atlético Nacional
- 2017-déc. 2017 :  Flamengo
- jan. 2018 - jan. 2021 :  Chili
- jan. 2021 - avr. 2022 :  Colombie
- depuis juil. 2023 :  Honduras

## Palmarès (entraîneur)
Colombie -20 ans
- Vainqueur du Tournoi de Toulon en 2000.

 Atlético Nacional
- Champion de Colombie en 2015 (Clôture).
- Vainqueur de la Superliga de Colombie en 2016.
- Vainqueur de la Copa Libertadores 2016.